# État d'Haïti
17 février 1807 – 28 mars 1811
(4 ans, 1 mois et 11 jours)
Entités précédentes :
- Premier Empire d'Haïti

Entités suivantes :
- Royaume d'Haïti

L'État d'Haïti, aussi connu sous le nom d’État du Nord, était un État au nord de l'île de Hispaniola, occupant une partie du territoire qui est aujourd'hui la République d'Haïti. Il a été créé en 1807, à la suite de l'assassinat de Jacques Ier, premier empereur d'Haïti.
L'État du Nord était gouverné par Henri Christophe, qui en fut le dictateur, en tant que généralissime et président à vie, du 17 février 1807 au 28 mars 1811, date à laquelle il se fit proclamer roi. Le régime du Nord devient alors une monarchie : le royaume d'Haïti.

## Contexte historique
De 1791 à 1804, la révolution haïtienne contre les colons français fait rage. Après l'échec de l'expédition française de 1803, le général Jean-Jacques Dessalines proclame l'indépendance d'Haïti.
Le 8 octobre 1804, Dessalines est couronné empereur au Cap-Haïtien sous le nom de Jacques Ier.
Mais très vite, certains généraux, ambitieux de prendre le pouvoir, mettent en place un complot contre l'empereur qui est finalement tué par les hommes du général Alexandre Pétion dans une embuscade, le 17 octobre 1806, au Pont-Rouge (à l'entrée de Port-au-Prince), trahi par l'un de ses chefs de bataillon. 
Le conseil militaire assure l’intérim jusqu’à la désignation du futur empereur. C’est Henri Christophe, commandant général de la province du Nord, qui est chargé de diriger le gouvernement provisoire avant d’être intronisé comme empereur. 
Mais le général Pétion, et plusieurs de ses partisans, se rassemblent et rédigent une version amendée de la constitution, qui réduit considérablement les pouvoirs de Christophe, faisant d’Haïti un régime parlementaire. Mais Christophe s’oppose aux réformes et se retrouve en minorité.
Après cela, les partisans de Pétion prennent le contrôle de la capitale, abolissent l'Empire et proclament la République. Réfugié dans le Nord, Christophe fait sécession et s’installe à Cap-Haïtien, où il met en place un gouvernement séparatiste : l'État du Nord.

## Régime dictatorial

Portrait d’Henri Christophe.

Proclamé président à vie et généralissime des forces de terre et de mer de l'État d'Haïti du Nord, Henri Christophe veut légitimer son pouvoir comme l'avait fait Dessalines en rétablissant l'empire. En conflit avec la république sudiste de Pétion, il parvient, après plusieurs batailles, à sécuriser les frontières de son nouvel État. 
Au cours de cette période, les Français qui restaient dans la partie orientale de l'île furent battus par les habitants hispanico-créoles, sous le commandement de Juan Sánchez Ramírez, à la bataille de Palo Hincado le 7 novembre 1808. La capitulation française dans la partie orientale de l'île se fit à Santo Domingo le 9 juillet 1809. Les autorités réinstaurèrent alors la colonie espagnole.
Ayant établi une certaine stabilité, Christophe instaure une monarchie constitutionnelle avec lui-même comme monarque. Il devient Roi d'Haïti, le 28 mars 1811, sous le nom d'Henri Ier. Le 2 juin 1811, il est couronné par le grand-archevêque Jean-Baptiste-Joseph Brelle.

## Sources
1. ↑  History of Cap-Haïtien